# جشنواره بین‌المللی فیلم فرانکوفون نمور
جشنواره بین‌المللی فیلم فرانکوفون نمور (انگلیسی: Festival International du Film Francophone de Namur) جشنواره ای است که به فیلم‌های فرانسوی زبان در نمور، بلژیک اختصاص داده شده‌است. این جشنواره در سال ۱۹۸۶ تأسیس شد.